# 桂楠
桂楠（学名：Phoebe kwangsiensis）为樟科楠属的一种植物，為高2－8公尺的小喬木，分布於中國貴州西南部與廣西西北部海拔700－1000公尺的森林中，十分罕見。

## 形態
桂楠的叶為革质，呈倒披針狀（oblanceolate），在乾燥時為黑色，長約9－19公分，寬約2－4公分；花序為聚繖圓錐花序（Cymose panicles），長13－18公分；花序梗長10－12公分並具有稀疏的短柔毛；花較小，約長2.5毫米，一般於六月開花。